# Światowe Stowarzyszenie Wisznuickie
Światowe Stowarzyszenie Wisznuickie (ang. World Vaishnava Association) – organizacja założona w 1994 roku we Vrindavanie przez 28 sannjasinów będących przedstawicielami 17 organizacji wisznuickich. 
Światowe Stowarzyszenie Wisznuickie deklaruje działania na rzecz jedności wszystkich wisznuitów i wspomaganie działalności misyjnej na Zachodzie. Skupia grupy wywodzące się od Bhaktisiddhanty Sarasvatiego Thakura oraz jego uczniów Bhakti Rakśak Śridhara i Bhaktivedanty Swamiego (z wyjątkiem Międzynarodowego Towarzystwa Świadomości Kryszny).